# لندن 2012 (لعبة فيديو)
 لندن 2012: «لعبة فيديو رسمية»  (بالإنجليزية: London 2012: The Official Video Game)‏ هي لعبة فيديو رسمية حول الألعاب الأولمبية الصيفية 2012 في لندن.نشرتها سيجا وطورتها «سيجا استوديوهات أستراليا»، تعتبر هذا اللعبة هي أول لعبة تنتجه توزعها سيجا داخليا بدون مساعدة شركات أخرى.كما أنها لعبة فيديو الرسمية الثانية التي تستند إلى دورة الألعاب الأولمبية عام 2012
اللعبة ميزات وضع على إنترنت للاعبين الراغبين في التنافس مع المنافسين الآخرين في جميع أنحاء العالم. «مفخرة وطنية» نظام تصنيف في وضع على الإنترنت، حيث اللاعبين لديهم إمكانية جمع الميداليات لبلادهم المفضلة لديك.
ومتوافق مع تحرك بلاي ستيشن و إكس بوكس كنيكت لإحداث معينة في وضع الطرف.
لندن عام 2012 هو أول لعبة فيديو الأولمبية التي تتضمن أحداث التعاونية في وضع متعددة المحلية.

## الرياضات التي في اللعبة
- تنس
- طائرة شاطئية
- الجري بمختلف المسافات
- سباحة

والعديد من الرياضات

## الدول الممثلة في اللعبة
| - أستراليا - النمسا - بلجيكا - البرازيل - كندا - جمهورية التشيك - الدانمارك - فنلندا - فرنسا - ألمانيا - بريطانيا العظمى | - اليونان - المجر - أيرلندا - إيطاليا - جامايكا - اليابان - كينيا - المكسيك - هولندا - نيوزيلندا - النرويج - بولندا | - البرتغال - رومانيا - روسيا - سلوفاكيا - جنوب أفريقيا - كوريا الجنوبية - إسبانيا - السويد - سويسرا - أوكرانيا - تركيا - الولايات المتحدة الأمريكية |

## الموسيقى التصويرية
- فليبسيدي – «يوما ما»
- روفنيك (فليكس كاملة) (نسخة PS3 فقط)